# Nilgädda
Nilgädda (Gymnarchus niloticus) är en fiskart som beskrevs av Cuvier 1829. Nilgädda är ensam i släktet Gymnarchus och även i familjen Gymnarchidae. IUCN kategoriserar arten globalt som livskraftig. Inga underarter finns listade i Catalogue of Life.